# Martín Domínguez Esteban
 Martín Domínguez Esteban  (San Sebastián, 26 de diciembre de 1897 - Nueva York, 13 de septiembre de 1970) fue un arquitecto español.

## Biografía
Hijo de Concepción Esteban Guerendián, donostiarra, y del vigués Martín Domínguez Barros, con seis y siete años comenzó a mostrar gran fascinación por el dibujo, de este modo se matriculará en la Escuela de Artes y Oficios de San Sebastián , a la cual asistía en horario nocturno mientras finalizaba el bachillerato. Tras sacar su título de bachiller, a los diecisiete años se trasladó a Madrid, aprobando el examen de ingreso en la Escuela Superior de Arquitectura en el año 1922. Sensible en su ámbito familiar a la línea pedagógica de la Institución Libre de Enseñanza, se alojó en la Residencia de Estudiantes de Madrid, donde hizo amistad con el psiquiatra Miguel Prados Such, José Antonio Rubio Sacristán, José Moreno Villa y Federico García Lorca. En la Escuela de Arquitectura, conoció a Carlos Arniches, y se tituló en 1924.
A  principios del siglo XX no eran muchos los estudiantes de Arquitectura, de ahí que merezca destacar algunos compañeros de Martín Domínguez, que serían más adelante importantes, como José María Arrillaga, Fernando Salvador Carreras, Fernando de la Cuadra, Eduardo Figueroa, Eduardo Laforet Altolaguirre, Emiliano Castro Bonel, José Luis Durán de Cottes y Alfonso Jimeno, Felix Candela, Fernando Chueca Goitia, Manuel Múñoz Monasterio o Manuel Rodríguez Suárez. 
Martín Domínguez y Carlos Arniches empezaron a trabajar juntos, haciendo conocida su tertulia en el café Granja El Henar. En este momento Martín Domínguez desarrollará su ideario, manteniendo cierta rivalidad entre los tecnócratas y los humanistas, ya que perjudicaría al desarrollo de una filosofía general aceptable.
En 1924 se implicará en el panorama intelectual y artístico del Madrid de la época; empezará a trabajar con Secundino Zuazo, colaborando con su compañero y amigo el arquitecto Carlos Arniches. En este periodo Martín Domínguez intentará elaborar una nueva forma de hacer vivienda en España, además de residencias y proyectos hoteleros.
En 1925 Martín Domínguez recibirá el encargo de reformar la planta baja del “Palace Hotel” de Madrid, situando un insólito bar en la rotonda.
En 1928 participa, junto a Carlos Arniches en el concurso convocado por el Patronato Nacional del Turismo para la construcción de los Albergues de carretera, concurso que ganan, y llegarán a construir 12 de ellos; esta asociación seguirá hasta el exilio de Martín Domínguez en el año 1936.
En 1928, Le Corbusier visitará la Residencia de Estudiantes, presentándose Martín Domínguez; estos hablarán de los valores de la arquitectura vernácula española y será Martín Domínguez quién motive a Le Corbusier a visitar en verano el sur de España, para poder comprobar dichos valores. Al año siguiente ambos arquitectos cenarán junto a Pierre Jeanneret, primo y estrecho colaborador de Le Corbusier, y el pintor Fernand Léger.
Martín Domínguez trabajará con Carlos Arniches entre 1924 y 1936, colaborando a su vez con Secundino Zuazo, destacan obras como el moderno y desaparecido Café “Záhara”, en la Gran Vía, 1930. Destacará también el Proyecto de un hotel en Córdoba, 1928, y el medio desaparecido y transformado complejo de edificios de Segunda Enseñanza y Enseñanza Primaria o Párvulos del Instituto Escuela, así como el auditorio y biblioteca de la Residencia de Estudiantes 1926/1930-1935.
El viejo Hipódromo Real (1877-1888), situado hacia donde están ahora los Nuevos Ministerios, sería derribado como requería el desarrollo de Madrid hacia el Norte según el Plan de Zuazo-Jannsen (apertura de la prolongación de la Castellana). El Gabinete Técnico de Accesos y extraordinario de Madrid convoca un concurso para construir otro en el término de la Zarzuela (Quinta de El Pardo). El proyecto de Carlos Arniches, Martín Domínguez y el ingeniero Eduardo Torroja será la obra premiada, que se construiría entre  1934 y 1936.
Estos arquitectos intentarán integrar el conjunto en el entorno a través de un calado cuerpo inferior a base de arcos fluidos y de una tribuna cubierta con visera lobulada. La cubierta alcanzará 12,8 metros de vuelo con 5 centímetros de espesor en sus extremos, se apoya en pilares separados 5 metros y retraídos para no perturbar la visibilidad, estando perfectamente contrapesada por una visera más pequeña posterior junto a un voladizo del vestíbulo donde ésta se ancla.
En 1930 proyectarán los Pabellones de segunda Enseñanza del Instituto Escuela (hoy Instituto Ramiro de Maeztu (Madrid)). Después de modificar la propuesta de 1926, adaptado al edificio de la Fundación Rockefeller recién concluido.
Su planta estará formada por dos piezas en forma de U, articuladas por una escalera que unirá los elementos centrales. Será un conjunto simétrico, conduciendo al racionalismo a través del tratamiento de huecos y de superficies. Destacara el uso de ladrillo y recercado de piedra. A continuación abordarán el proyecto del edificio auditorio y biblioteca de la Residencia, 1931, hoy día desaparecido, presentando su fachada a la calle Serrano.
Presentará un volumen compacto rompiendo ese esquema lineal, aunque su planta se desarrollará en torno a un patio o “claustro descubierto” ligeramente descentrado, cuyos frentes serán de una sola planta desplegando una serie de arcos de medio punto dispuestos sobre pilares cuadrados sin adornos. En 1933 se completará el conjunto con el proyecto del pabellón de párvulos, 1933, ocupando el espacio intermedio entre el auditorio y el pabellón formando una diagonal con ellos, recorrido en zigzag. Dicha relación se acentuará mediante la forma en L que presenta su planta, cuyo lado mayor es paralelo a la fachada trasera de la Fundación Rockefeller. El conjunto realizado entre 1931 y 1933 supone la concreción más exacta de un espíritu progresista impulsado por la Institución Libre de Enseñanza.

## Teoría
En lo que respecta a su estilo Martín Domínguez se sentirá atraído por las ideas de Le Corbusier, buscando para ello las tendencias más actuales. Rara vez aprobará algún proyecto que no estuviera respaldado por serios motivos, constituyendo en parte uno de los principios del racionalismo, no debiendo engañar, ya que las cosas debían ser lo que parecían. Para Martín Domínguez no serán tan importantes los elementos a emplear como la forma de combinarlos. Compartirá muchas de las teorías  defendidas por Adolf Loos y por Tony Garnier, presentando en sus obras ese racionalismo lógico propio de Loos junto a la profunda preocupación por la sociedad y el entorno propio de Garnier.
Destacará pues una personalidad muy técnica, progresista y científica, en donde la cultura y la tradición tenían un  papel relevante que desempeñar en la modernidad, lejos de imposiciones y normas académicas.
Fascinado por los impulsos dinámicos y estéticos, Martín Domínguez realizará su primer viaje a Estados Unidos en 1932-33 diseñando allí decorados en Hollywood.

## Exilio
Abandonó Madrid a finales de 1936, ya que tuvo que exiliarse al estallar la guerra civil española. Salió hacia Francia, yendo primero a Valencia donde debía tomar un barco hasta Barcelona, y cruzar la frontera por los Pirineos Catalanes. En este camino se encontró con Juan Negrín, a quien había conocido en la Residencia de Estudiantes. Se embarca en Amberes en diciembre de 1936, llegando a La Habana a principios de enero de 1937. 
En esta época se casó con la habanera Josefina Ruz y tuvieron un hijo, Martín, también arquitecto. Comenzó a trabajar en obras en el territorio cubano, desde el año 1938 hasta su segundo exilio en 1960. Colaboró con el Diario de la Marina, que facilitó su participación de numerosos proyectos de viviendas sociales, aunque en colaboración con otros arquitectos, ya que no había convalidado su título de arquitecto; todas sus publicaciones llevarían el siguiente texto de presentación:

"Director: Martín Domínguez, Arquitecto graduado en la Escuela Superior de Arquitectura de Madrid."

En La Habana colaborará en tres equipos cubanos. Primero trabajará con Honorato Colete entre 1938 y 1943. Y después lo hará con Miguel Gastón y Emilio del Junco entre 1943 y 1948, aunque desde ese año colaborará sólo con Gastón hasta 1952. Y por último, con Ernesto Gómez Sampera y Mercedes Díaz entre 1952 y 1960, año que debe tener un segundo exilio, hacia Estados Unidos.
- Con Colete realiza la casa Gil Plá, los apartamentos La Sortija y el Teatro Favorito en La Habana (1938), y tres viviendas para la familia Gómez Mena en Varadero (1940).
- Con del Junco y Gastón, construirá cuatro casas en la playa de Bocanegra, las casas Enríquez, Roca y Prío en Marbella, las casas Prat y Grau en La Habana, dos edificios de apartamentos en Miramar y Alturas de Miramar (1946), el edificio Radiocentro CMQ (1947), que fue un hito en la arquitectura habanera porque fue el primer edificio de arquitectura moderna,,[14] los Teatros Prado y Récord, el edificio Miralda, la Oficina Expreso Aéreo, y la vivienda del Presidente Grau San Martín en Varadero (1948), además del Plan de la Playa de Jibacoa.
- Con Gastón realiza el Teatro y Centro Comercial Miramar (1949), el Plano Regulador de Marianao (1950), el Plan de la Playa de Santa María del Mar, los Teatros Miramar y Atlantic, un edificio Municipal y el Auditorio al aire libre en Marianao, el Balneario San Diego y la vivienda para el Presidente Prío Socarrás (1950) cerca de La Habana.

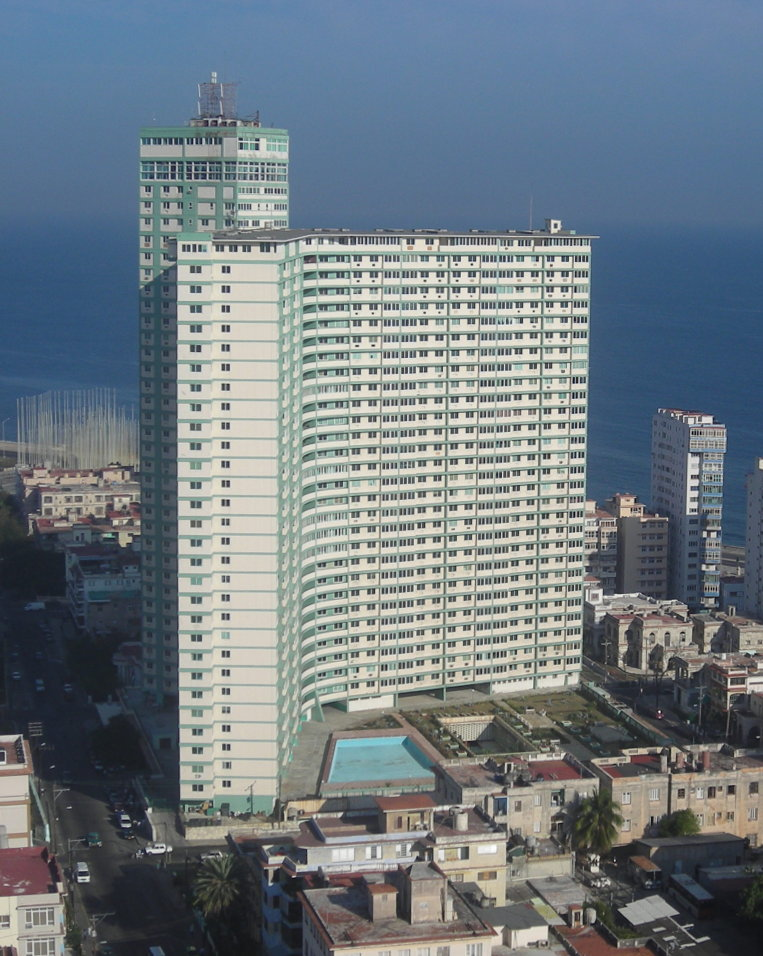
Vista aérea del edificio FOCSA.

- La colaboración con Ernesto Gómez-Sampera y su esposa, Mercedes Díaz, se inicia con el edificio del Ministerio de Comunicaciones (1951-1954), con una sociedad al cincuenta por ciento que se mantendría hasta 1960, en la que estaría presente el ingeniero Bartolomé Bestard y, en último término, el ingeniero Ysrael Seynuk. De esta misma época son los Talleres Ambar Motor, en Vía Blanca y el edificio para los Estudios del Canal 4 de televisión, que les abriría las puertas para otras instalaciones de radio y televisión en la isla. La gran obra de esta etapa será el edificio FOCSA (1952-1956), que se convertiría en el edificio más alto de La Habana con 39 plantas.  Asimismo realizarán una serie de proyectos de vivienda colectiva y casas baratas para fondos de pensiones sindicales, concluidos por el Instituto Nacional de Ahorro y Vivienda (INAV) después del triunfo de la revolución del '59.

En 1960, tras su segundo exilio, le contratan como profesor en Department of Architecture , en la Universidad de Cornell, Estados Unidos, viajando a Canadá para poder conocer esos nuevos complejos comerciales y urbanos, también viajará a América del Sur para asesorar a diferentes gobiernos y agencias de vivienda. Martín Domínguez será consultor de la Fundación Ford enfocado a proyectos de colegios para la Universidad de Chile, colaborando con el B.D.I formando estudio con Peter Cohen en Rochester, Nueva York, redactando el proyecto de remodelación del Tercer Distrito de la ciudad y el diseño de la escuela primaria núm. 28. A partir de 1965 Martín Domínguez será miembro de The American Institute of Architects (A.I.A), su trayectoria se reconocerá en este país a través de una exposición monográfica realizada en 1962, en el Andrew Dickson White Museum of Art.  En el año 1967 proyecta una vivienda unifamiliar para la familia Lennox en Pittsford (Rochester), Nueva York.
Martín Domínguez murió en Nueva York el 13 de septiembre de 1970, a los 72 años, después de una cena con su mujer y el matrimonio de Dorothy y Félix Candela.  Se celebró un funeral en esa misma ciudad,  aunque fue enterrado en San Sebastián, España. El 19 de octubre se celebró un funeral en su honor en la Universidad de Cornell (en el que hablaron el Decano Burnham Kelly, el Profesor Colin Rowe y Félix Candela), universidad donde pasó los últimos diez años de su vida dedicado a la enseñanza.  En el año 1978, el Departamento de Arquitectura del College of Architecture, Arts and Planning de la Universidad de Cornell dedica el premio anual "The Martin Domínguez Distinguished Teaching Award" en su nombre.  En marzo de 2015, el Departamento de Arquitectura de dicha universidad organiza una exposición dedicada a su vida, obra y docencia.